# Тургутрейс
Тургутрейс (на турски: Turgutreis, старото име до 1972 г. е Каратопрак) е град в Югозападна Турция, разположен на полуостров Бодрум. Градът носи името на прочутия османски пират адмирал Тургут Реис, роден тук през 1485 г. Популярна туристическа дестинация със своята 5-километрова плажна ивица.

## Общи сведения
В административно отношение градът попада на територията на вилает Мугла. Отдалечен е само на 18 км от Бодрум и на 50 км от летище Милас Бодрум. Според преброяването от 2012 г. населението на града е 20 324 души.